# Phil Margera
Phil Margera, właśc. Philip Ron Margera (ur. 13 lipca 1957 w Glenn Mils) – amerykański księgowy i osobowość telewizyjną, występował w programie Viva la Bam, filmach z serii CKY oraz filmów i programów z serii Jackass. Jest ojcem perkusisty zespołu CKY Jessa Margery oraz profesjonalnego skatera Bama Margery.

## Życiorys
W telewizji Margera przedstawiony jest jako miła, grzeczna i spokojna osoba, podczas gdy jego brat Vincent "Don Vito" Margera jest przedstawiony jako jego przeciwieństwo – jest głośny i nieprzyjemny. Margera posiada włoskich przodków. Przed karierą w telewizji pracował jako piekarz.
Margera pojawił się w drugim sezonie programu Celebrity Fit Club emitowanego przez kanał VH1. W momencie rozpoczęcia programu, Phil ważył 160 kg (353 funty). Podczas trwania programu zrzucił 18 kg (41 funtów). W trakcie trwania programu, Margera wyznał, że powodem odchudzania jest chęć przedłużenia życia, aby mógł więcej czasu spędzić ze swoją wnuczką Avą.
Phil pojawił się również w grze Tony Hawk’s Underground 2, gdzie dołącza do ekipy Tony’ego i Bama podczas World Destruction Tour mając na sobie tylko bieliznę.